# Reto Ziegler
Reto Pirmin Ziegler (Ginevra, 16 gennaio 1986) è un calciatore svizzero, difensore del Sion.

## Biografia
Poliglotta, parla correntemente cinque lingue: francese, tedesco, inglese, spagnolo e italiano.
Ha un fratello maggiore, Ronald, ex calciatore.
Il 31 ottobre 2017 ha sposato a Losanna la connazionale Élodie Rudaz, ex sciatrice alpina classe 1994 originaria di Vex; dal matrimonio sono nate due figlie.

## Caratteristiche tecniche
Nato come esterno offensivo, viene reimpostato come esterno difensivo e compie un salto di qualità, mettendosi in luce per le doti di spinta, ma anche per la fase difensiva. Specialista nei calci piazzati, ha un piede mancino potente e preciso che in più di un'occasione gli ha permesso di segnare.

## Carriera

### Club

#### Gli esordi e il Grasshoppers
Cresciuto nelle giovanili del Servette, nel 2000, a 14 anni fu acquistato dal Losanna. Due anni dopo passò al Grasshoppers, con la quale esordì, nello stesso anno, nel massimo campionato svizzero. Tra il 2002 e il 2004 vestì la maglia del Grashoppers in 41 occasioni, senza alcuna marcatura.

#### Tottenham, Amburgo e Wigan
Nell'estate 2004, il giovane calciatore svizzero andò a giocare in Premier League con la maglia del Tottenham dove, diciottenne, fece presto il suo debutto e riuscì a trovare molto spazio, in particolare come centrocampista sinistro. Alla fine della stagione fece registrare 31 presenze totali, di cui 23 in campionato e fu premiato come "JSM Young Player Of The Year" ("Giovane calciatore dell'anno della JSM").
Nella seconda metà del 2005 il Tottenham decise di cederlo in prestito alla tedesca Amburgo, dove giocò 8 partite riuscendo a esordire in Coppa UEFA il 15 settembre 2005 in occasione di Amburgo-Copenaghen (1-1).
Richiamato in Inghilterra nel mese di gennaio, passò un'altra volta in prestito, al Wigan; qui disputò 5 partite da titolare racimolando in tutto 10 presenze. Nella stagione 2006-2007 ha fatto il suo ritorno a Tottenham, dove nella prima parte dell'annata ha disputato 4 partite.

#### Sampdoria
Il giocatore arriva quindi nel campionato italiano passando in prestito con diritto di riscatto, nel gennaio 2007, alla Sampdoria. Trova il suo esordio in Serie A e in maglia blucerchiata il successivo 18 febbraio in occasione di Parma-Sampdoria (0-1); ha segnato la sua prima rete in Serie A e in maglia blucerchiata il 21 aprile seguente, nella vittoria per 3-1 della Sampdoria sul Messina. Nel luglio 2007 viene definitivamente acquistato dalla società ligure per una cifra vicina ai 2 milioni di euro.
Nella stagione successiva, col nuovo tecnico Walter Mazzarri, è riserva di Mirko Pieri. Il 23 gennaio 2008 ha segnato la sua seconda rete nella Sampdoria nella partita di Coppa Italia dei quarti di finale d'andata contro la Roma terminata col punteggio di 1-1; tuttavia il suo gol non è bastato ai blucerchiati a passare il turno dato che al ritorno hanno perso 1-0 all'Olimpico.
Nel campionato 2009-2010, con il nuovo allenatore Luigi Delneri, Ziegler viene impiegato come terzino sinistro e in questo ruolo ha più spazio e disputa da titolare quasi tutte le partite giocate dalla Sampdoria, segnando anche due gol: uno durante la gara casalinga contro il Bologna finita 4-1, l'altro direttamente su punizione nella gara contro il Livorno, finita 2-0.
Nella stagione 2010-2011 (prima sotto la guida di Domenico Di Carlo e poi di Alberto Cavasin) patisce il momento no di tutta la squadra (la Sampdoria totalizza 10 punti in 19 partite nel girone di ritorno) e retrocede in Serie B.

#### Juventus, prestiti a Fenerbahce, Lokomotiv Mosca e Sassuolo

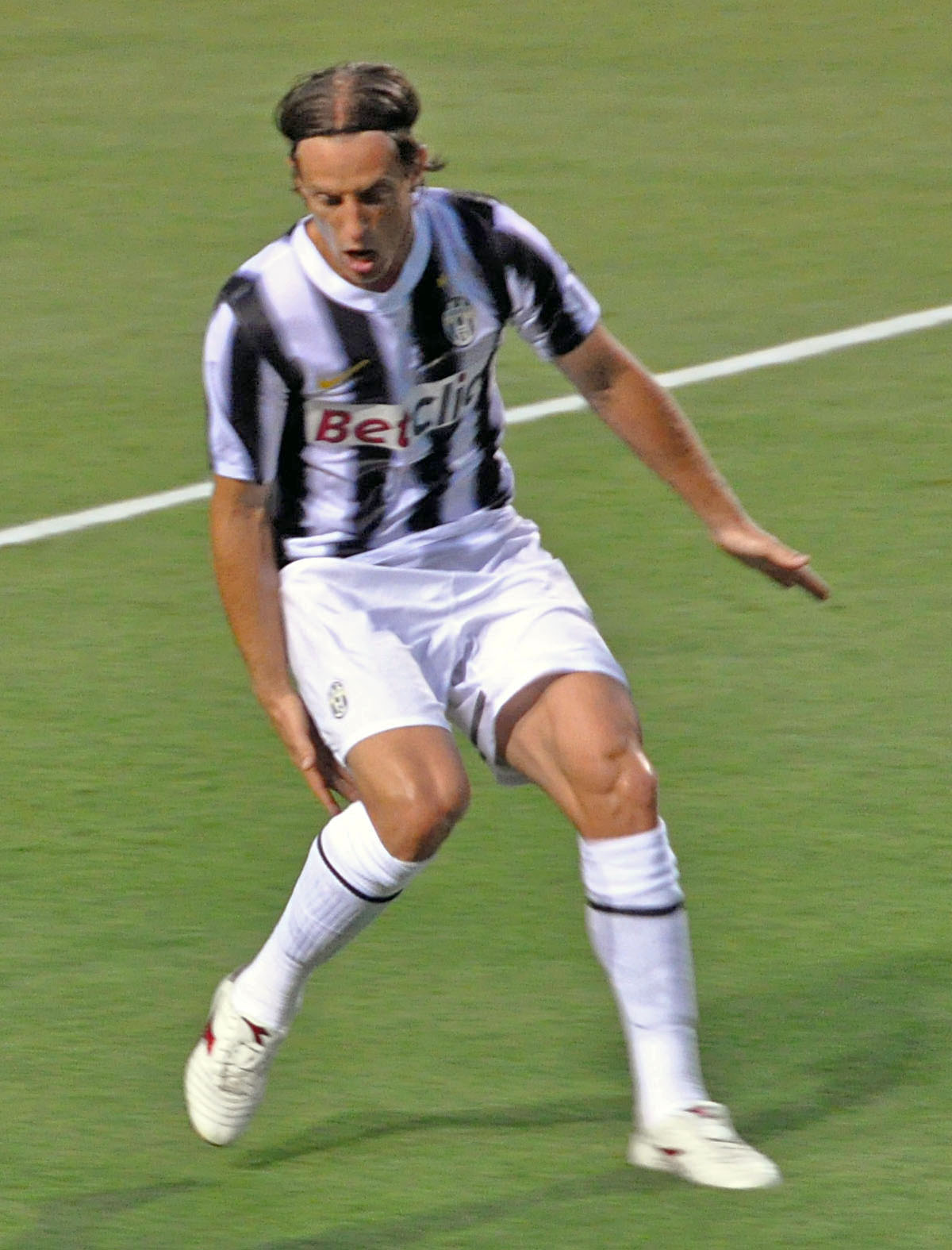
Ziegler in azione nel precampionato 2011 alla Juventus, club col quale non esordì mai a livello ufficiale

Svincolatosi dalla Sampdoria, il 30 maggio 2011 si accasa a parametro zero alla Juventus.
Tuttavia già il successivo 3 settembre, senza aver avuto modo di esordire in maglia bianconera, viene girato in prestito al Fenerbahçe per 600.000 euro. Segna il suo primo gol il 22 aprile 2012, nella partita sul campo del Galatasaray. Alla fine del prestito fa ritorno alla Juventus, che il 7 settembre 2012 lo cede in prestito al Lokomotiv Mosca. Rientrato a Torino nella successiva sessione di calciomercato, il 31 gennaio 2013 viene ceduto in prestito per una seconda volta al Fenerbahçe.

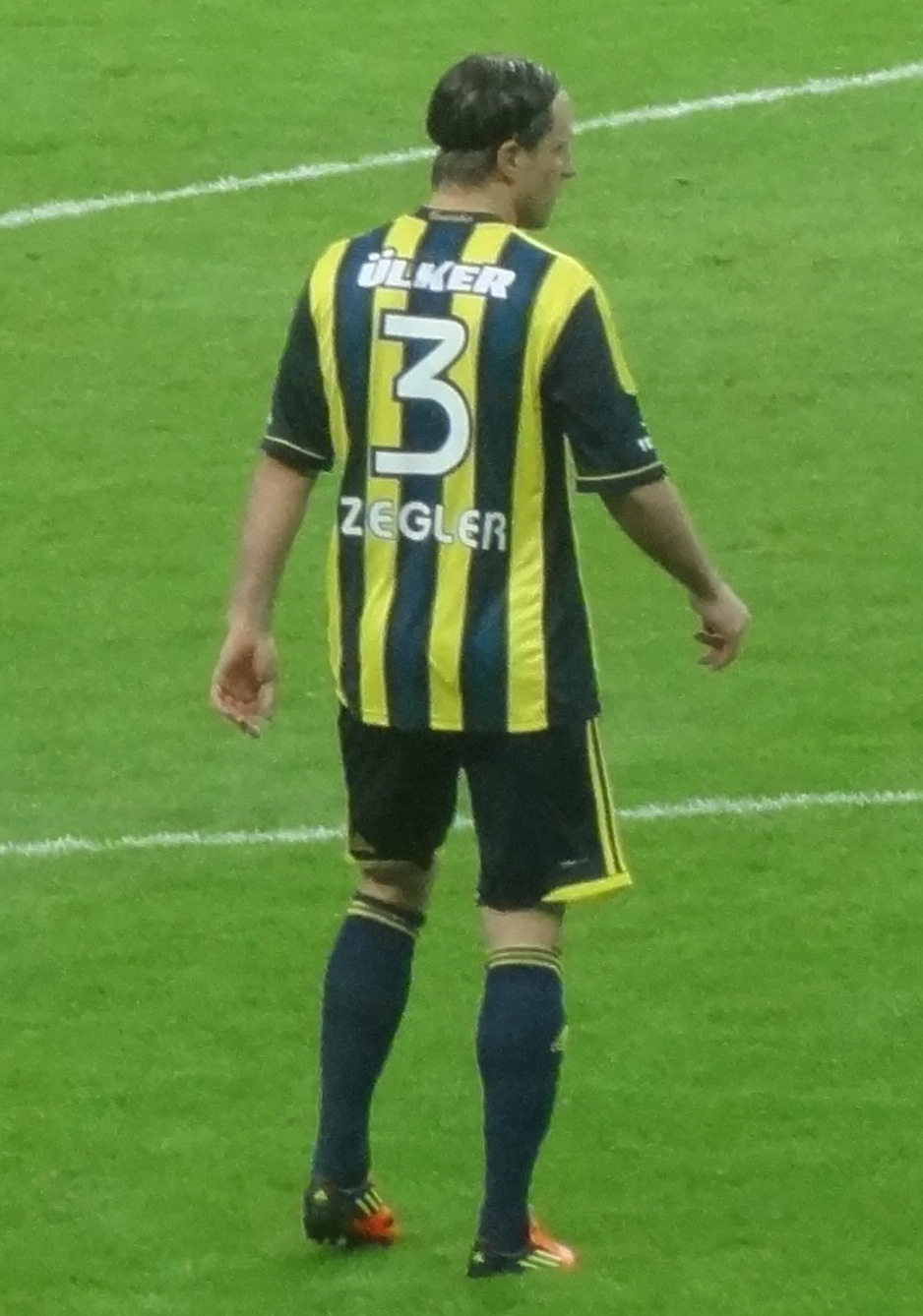
Ziegler nel 2012 al Fenerbahçe

Il 20 agosto 2013 la Juventus lo cede nuovamente in prestito al Sassuolo, club neopromosso in Serie A. Il 25 agosto seguente fa il suo esordio con la maglia neroverde nella partita di campionato Torino-Sassuolo (2-0). Dopo 18 presenze, a fine stagione rientra alla Juventus, quindi nell'estate 2014 riscatta il proprio cartellino dalla squadra bianconera, rimanendo così svincolato.

#### Sion, Lucerna e Dallas
Il 2 febbraio 2015 firma con gli svizzeri del Sion.
Svincolatosi dopo due anni, il 25 settembre 2017 si accorda con il Lucerna dove rimane per appena tre mesi.
Nuovamente svincolatosi, nell'inverno 2018 si accasa a parametro zero agli statunitensi dell'FC Dallas. Milita nel club per due anni e mezzo, dopodiché rimane svincolato.

#### Lugano
Il 25 febbraio 2021, Ziegler firma un contratto fino al termine della stagione con il Lugano, indicando il responsabile dell'area scouting Marco Padalino (suo ex-compagno di squadra e connazionale) fra le figure che l'hanno convinto ad accettare la proposta.
Il 3 giugno seguente, estende il proprio contratto con la società per altre due stagioni. Nella stagione 2021-2022, il terzino è fra i protagonisti della squadra che si aggiudica la vittoria della coppa svizzera.

#### Il ritorno al Sion
Il 1⁰ gennaio 2023, ritornerà ufficialmente al Sion dopo 6 anni dall'ultima esperienza.

### Nazionale
Ha giocato nelle nazionali giovanili elvetiche, tra cui l'Under-17 (con cui ha vinto l'Europeo in Danimarca nel 2002), l'Under-18, l'Under-19, l'Under-20 e l'Under-21.
Il 26 marzo 2005 ha fatto il suo esordio in nazionale maggiore, entrando nella ripresa nella partita contro la Francia e aiutando i compagni a conquistare lo 0-0 presso lo Stade de France.
Durante il torneo di qualificazione agli europei di categoria Under-21, che si sarebbero disputati in Svezia nel giugno 2009, Ziegler ha ottenuto con la sua squadra la testa del girone di qualificazione, segnando una rete nell'ultima e decisiva partita con i rivali diretti, i pari età olandesi.
Il 19 novembre 2008 segna il suo primo gol con la maglia della nazionale maggiore nell'amichevole contro la Finlandia vinta dalla formazione elvetica per 1-0.
L'11 maggio 2010 il selezionatore svizzero Ottmar Hitzfeld lo inserisce nella lista dei 23 convocati per Sudafrica 2010, insieme al compagno di squadra Padalino.

## Statistiche

### Presenze e reti nei club
Statistiche aggiornate all'11 settembre 2022.
| Stagione            | Squadra             | Campionato          | Campionato | Campionato | Coppe nazionali | Coppe nazionali | Coppe nazionali | Coppe internazionali | Coppe internazionali | Coppe internazionali | Altre coppe | Altre coppe | Altre coppe | Totale | Totale |
| Stagione            | Squadra             | Comp                | Pres       | Reti       | Comp            | Pres            | Reti            | Comp                 | Pres                 | Reti                 | Comp        | Pres        | Reti        | Pres   | Reti   |
| ------------------- | ------------------- | ------------------- | ---------- | ---------- | --------------- | --------------- | --------------- | -------------------- | -------------------- | -------------------- | ----------- | ----------- | ----------- | ------ | ------ |
| 2002-2003           | Grasshoppers        | SL                  | 10         | 0          | CS              | 0               | 0               | CU                   | -                    | -                    | -           | -           | -           | 10     | 0      |
| 2003-2004           | Grasshoppers        | SL                  | 28         | 0          | CS              | 4               | 0               | UCL                  | -                    | -                    | -           | -           | -           | 32     | 0      |
| ago. 2004           | Grasshoppers        | SL                  | 3          | 0          | CS              | -               | -               | -                    | -                    | -                    | -           | -           | -           | 3      | 0      |
| Totale Grasshoppers | Totale Grasshoppers | Totale Grasshoppers | 41         | 0          |                 | 4               | 0               |                      | -                    | -                    |             | -           | -           | 45     | 0      |
| ago. 2004-2005      | Tottenham           | PL                  | 23         | 1          | FACup+CdL       | 5+0             | 0               | -                    | -                    | -                    | -           | -           | -           | 28     | 1      |
| 2005-gen. 2006      | Amburgo             | BL                  | 8          | 0          | CG              | 2               | 0               | CU                   | 3                    | 0                    | CdL         | 0           | 0           | 13     | 0      |
| gen.-giu. 2006      | Wigan               | PL                  | 10         | 0          | FACup+CdL       | 1+2             | 0               | -                    | -                    | -                    | -           | -           | -           | 13     | 0      |
| 2006-gen. 2007      | Tottenham           | PL                  | 1          | 0          | FACup+CdL       | 0+1             | 0               | CU                   | 2                    | 0                    | -           | -           | -           | 4      | 0      |
| Totale Tottenham    | Totale Tottenham    | Totale Tottenham    | 24         | 1          |                 | 6               | 0               |                      | 2                    | 0                    |             | -           | -           | 32     | 1      |
| gen.-giu. 2007      | Sampdoria           | A                   | 15         | 1          | CI              | 0               | 0               | -                    | -                    | -                    | -           | -           | -           | 15     | 1      |
| 2007-2008           | Sampdoria           | A                   | 20         | 0          | CI              | 4               | 1               | I+CU                 | 1+3                  | 0                    | -           | -           | -           | 28     | 1      |
| 2008-2009           | Sampdoria           | A                   | 22         | 0          | CI              | 2               | 0               | CU                   | 8                    | 0                    | -           | -           | -           | 32     | 0      |
| 2009-2010           | Sampdoria           | A                   | 37         | 2          | CI              | 1               | 0               | -                    | -                    | -                    | -           | -           | -           | 38     | 2      |
| 2010-2011           | Sampdoria           | A                   | 34         | 1          | CI              | 2               | 0               | UCL+UEL              | 2+4                  | 0                    | -           | -           | -           | 42     | 1      |
| Totale Sampdoria    | Totale Sampdoria    | Totale Sampdoria    | 128        | 4          |                 | 9               | 1               |                      | 18                   | 0                    |             | -           | -           | 155    | 5      |
| 2011-2012           | Fenerbahçe          | SL                  | 32+6       | 0+1        | TK              | 4               | 0               | -                    | -                    | -                    | -           | -           | -           | 42     | 1      |
| 2012-gen. 2013      | Lokomotiv Mosca     | PL                  | 6          | 0          | KR              | 1               | 0               | -                    | -                    | -                    | SR          | -           | -           | 7      | 0      |
| gen.-giu. 2013      | Fenerbahçe          | SL                  | 7          | 0          | TK              | 2               | 0               | UEL                  | 8                    | 0                    | ST          | -           | -           | 17     | 0      |
| Totale Fenerbahçe   | Totale Fenerbahçe   | Totale Fenerbahçe   | 39+6       | 0+1        |                 | 6               | 0               |                      | 8                    | 0                    |             | -           | -           | 59     | 1      |
| 2013-2014           | Sassuolo            | A                   | 17         | 0          | CI              | 1               | 0               | -                    | -                    | -                    | -           | -           | -           | 18     | 0      |
| feb.-giu. 2015      | Sion                | SL                  | 17         | 1          | CS              | 3               | 0               | -                    | -                    | -                    | -           | -           | -           | 20     | 1      |
| 2015-2016           | Sion                | SL                  | 30         | 3          | CS              | 4               | 0               | UEL                  | 7                    | 0                    | -           | -           | -           | 41     | 3      |
| 2016-2017           | Sion                | SL                  | 25         | 8          | CS              | 6               | 1               |                      | -                    | -                    | -           | -           | -           | 31     | 9      |
| Totale Sion         | Totale Sion         | Totale Sion         | 72         | 12         |                 | 13              | 1               |                      | 7                    | 0                    |             | -           | -           | 92     | 13     |
| sett.-dic. 2017     | Lucerna             | SL                  | 9          | 2          | CS              | 1               | 0               | -                    | -                    | -                    | -           | -           | -           | 10     | 2      |
| 2018                | FC Dallas           | MLS                 | 29+1       | 4          | USOC            | 1               | 0               | CCL                  | 2                    | 0                    | -           | -           | -           | 33     | 4      |
| 2019                | FC Dallas           | MLS                 | 32+1       | 5          | USOC            | 1               | 1               | -                    | -                    | -                    | -           | -           | -           | 34     | 6      |
| 2020                | FC Dallas           | MLS                 | 2          | 0          |                 | -               | -               | -                    | -                    | -                    | -           | -           | -           | 2      | 0      |
| Totale Dallas       | Totale Dallas       | Totale Dallas       | 65         | 9          |                 | 2               | 1               |                      | 2                    | 0                    |             | -           | -           | 69     | 10     |
| gen.-mag.2021       | Lugano              | SL                  | 15         | 1          | CS              | 1               | 0               | -                    | -                    | -                    | -           | -           | -           | 16     | 1      |
| 2021-2022           | Lugano              | SL                  | 33         | 4          | CS              | 6               | 0               | -                    | -                    | -                    | -           | -           | -           | 39     | 4      |
| 2022-2023           | Lugano              | SL                  | 7          | 1          | CS              | 1               | 0               | UECL                 | 1                    | 0                    | -           | -           | -           | 9      | 1      |
| Totale carriera     | Totale carriera     | Totale carriera     | 472+8      | 34+1       |                 | 57              | 3               |                      | 41                   | 0                    |             | 0           | 0           | 568    | 38     |

### Cronologia presenze e reti in Nazionale
| Cronologia completa delle presenze e delle reti in nazionale ― Svizzera | Cronologia completa delle presenze e delle reti in nazionale ― Svizzera | Cronologia completa delle presenze e delle reti in nazionale ― Svizzera | Cronologia completa delle presenze e delle reti in nazionale ― Svizzera | Cronologia completa delle presenze e delle reti in nazionale ― Svizzera | Cronologia completa delle presenze e delle reti in nazionale ― Svizzera | Cronologia completa delle presenze e delle reti in nazionale ― Svizzera | Cronologia completa delle presenze e delle reti in nazionale ― Svizzera |
| Data                                                                    | Città                                                                   | In casa                                                                 | Risultato                                                               | Ospiti                                                                  | Competizione                                                            | Reti                                                                    | Note                                                                    |
| ----------------------------------------------------------------------- | ----------------------------------------------------------------------- | ----------------------------------------------------------------------- | ----------------------------------------------------------------------- | ----------------------------------------------------------------------- | ----------------------------------------------------------------------- | ----------------------------------------------------------------------- | ----------------------------------------------------------------------- |
| 26-3-2005                                                               | Saint-Denis                                                             | Francia                                                                 | 0 – 0                                                                   | Svizzera                                                                | Qual. Mondiali 2006                                                     | -                                                                       | 69’                                                                     |
| 30-3-2005                                                               | Zurigo                                                                  | Svizzera                                                                | 1 – 0                                                                   | Cipro                                                                   | Qual. Mondiali 2006                                                     | -                                                                       | 42’                                                                     |
| 4-6-2005                                                                | Toftir                                                                  | Fær Øer                                                                 | 1 – 3                                                                   | Svizzera                                                                | Qual. Mondiali 2006                                                     | -                                                                       | 77’                                                                     |
| 20-11-2007                                                              | Zurigo                                                                  | Svizzera                                                                | 0 – 1                                                                   | Nigeria                                                                 | Amichevole                                                              | -                                                                       | 76’                                                                     |
| 19-11-2008                                                              | San Gallo                                                               | Svizzera                                                                | 1 – 0                                                                   | Finlandia                                                               | Amichevole                                                              | 1                                                                       | 12’                                                                     |
| 11-2-2009                                                               | Ginevra                                                                 | Svizzera                                                                | 1 – 1                                                                   | Bulgaria                                                                | Amichevole                                                              | -                                                                       | 61’                                                                     |
| 12-8-2009                                                               | Basilea                                                                 | Svizzera                                                                | 0 – 0                                                                   | Italia                                                                  | Amichevole                                                              | -                                                                       | 87’                                                                     |
| 10-10-2009                                                              | Lussemburgo                                                             | Lussemburgo                                                             | 0 – 3                                                                   | Svizzera                                                                | Qual. Mondiali 2010                                                     | -                                                                       | 82’                                                                     |
| 14-11-2009                                                              | Ginevra                                                                 | Svizzera                                                                | 0 – 1                                                                   | Norvegia                                                                | Amichevole                                                              | -                                                                       |                                                                         |
| 3-3-2010                                                                | San Gallo                                                               | Svizzera                                                                | 1 – 3                                                                   | Uruguay                                                                 | Amichevole                                                              | -                                                                       | 46’                                                                     |
| 1-6-2010                                                                | Sion                                                                    | Svizzera                                                                | 0 – 1                                                                   | Costa Rica                                                              | Amichevole                                                              | -                                                                       |                                                                         |
| 5-6-2010                                                                | Ginevra                                                                 | Svizzera                                                                | 1 – 1                                                                   | Italia                                                                  | Amichevole                                                              | -                                                                       | 81’                                                                     |
| 16-6-2010                                                               | Durban                                                                  | Spagna                                                                  | 0 – 1                                                                   | Svizzera                                                                | Mondiali 2010 - 1º turno                                                | -                                                                       | 73’                                                                     |
| 21-6-2010                                                               | Port Elizabeth                                                          | Cile                                                                    | 1 – 0                                                                   | Svizzera                                                                | Mondiali 2010 - 1º turno                                                | -                                                                       |                                                                         |
| 25-6-2010                                                               | Bloemfontein                                                            | Svizzera                                                                | 0 – 0                                                                   | Honduras                                                                | Mondiali 2010 - 1º turno                                                | -                                                                       |                                                                         |
| 11-8-2010                                                               | Klagenfurt                                                              | Austria                                                                 | 0 – 1                                                                   | Svizzera                                                                | Amichevole                                                              | -                                                                       |                                                                         |
| 3-9-2010                                                                | San Gallo                                                               | Svizzera                                                                | 0 – 0                                                                   | Australia                                                               | Amichevole                                                              | -                                                                       | 70’                                                                     |
| 7-9-2010                                                                | Basilea                                                                 | Svizzera                                                                | 1 – 3                                                                   | Inghilterra                                                             | Qual. Euro 2012                                                         | -                                                                       |                                                                         |
| 8-10-2010                                                               | Podgorica                                                               | Montenegro                                                              | 1 – 0                                                                   | Svizzera                                                                | Qual. Euro 2012                                                         | -                                                                       |                                                                         |
| 12-10-2010                                                              | Basilea                                                                 | Svizzera                                                                | 4 – 1                                                                   | Galles                                                                  | Qual. Euro 2012                                                         | -                                                                       |                                                                         |
| 17-11-2010                                                              | Ginevra                                                                 | Svizzera                                                                | 2 – 2                                                                   | Ucraina                                                                 | Amichevole                                                              | -                                                                       |                                                                         |
| 9-2-2011                                                                | Ta' Qali                                                                | Malta                                                                   | 0 – 0                                                                   | Svizzera                                                                | Amichevole                                                              | -                                                                       |                                                                         |
| 26-3-2011                                                               | Sofia                                                                   | Bulgaria                                                                | 0 – 0                                                                   | Svizzera                                                                | Qual. Euro 2012                                                         | -                                                                       |                                                                         |
| 4-6-2011                                                                | Londra                                                                  | Inghilterra                                                             | 2 – 2                                                                   | Svizzera                                                                | Qual. Euro 2012                                                         | -                                                                       |                                                                         |
| 10-8-2011                                                               | Vaduz                                                                   | Liechtenstein                                                           | 1 – 2                                                                   | Svizzera                                                                | Amichevole                                                              | -                                                                       |                                                                         |
| 6-9-2011                                                                | Basilea                                                                 | Svizzera                                                                | 3 – 1                                                                   | Bulgaria                                                                | Qual. Euro 2012                                                         | -                                                                       |                                                                         |
| 7-10-2011                                                               | Swansea                                                                 | Galles                                                                  | 2 – 0                                                                   | Svizzera                                                                | Qual. Euro 2012                                                         | -                                                                       | 55’                                                                     |
| 29-2-2012                                                               | Berna                                                                   | Svizzera                                                                | 1 – 3                                                                   | Argentina                                                               | Amichevole                                                              | -                                                                       | 57’                                                                     |
| 26-5-2012                                                               | Basilea                                                                 | Svizzera                                                                | 5 – 3                                                                   | Germania                                                                | Amichevole                                                              | -                                                                       |                                                                         |
| 30-5-2012                                                               | Lucerna                                                                 | Svizzera                                                                | 0 – 1                                                                   | Romania                                                                 | Amichevole                                                              | -                                                                       | 85’                                                                     |
| 15-8-2012                                                               | Spalato                                                                 | Croazia                                                                 | 2 – 4                                                                   | Svizzera                                                                | Amichevole                                                              | -                                                                       | 62’                                                                     |
| 13-11-2012                                                              | Rades                                                                   | Tunisia                                                                 | 1 – 2                                                                   | Svizzera                                                                | Amichevole                                                              | -                                                                       |                                                                         |
| 15-10-2013                                                              | Berna                                                                   | Svizzera                                                                | 1 – 0                                                                   | Slovenia                                                                | Qual. Mondiali 2014                                                     | -                                                                       |                                                                         |
| 15-11-2013                                                              | Seul                                                                    | Corea del Sud                                                           | 2 – 1                                                                   | Svizzera                                                                | Amichevole                                                              | -                                                                       |                                                                         |
| 30-5-2014                                                               | Lucerna                                                                 | Svizzera                                                                | 1 – 0                                                                   | Giamaica                                                                | Amichevole                                                              | -                                                                       | 83’                                                                     |
| Totale                                                                  |                                                                         | Presenze                                                                | 35                                                                      |                                                                         | Reti                                                                    | 1                                                                       |                                                                         |

## Palmarès

### Club

#### Competizioni nazionali
- Campionato svizzero: 1

Grasshoppers: 2002-2003
- Supercoppa italiana: 1

Juventus: 2012
- Coppa di Turchia: 2

Fenerbahçe: 2011-2012, 2012-2013
- Coppa Svizzera: 2

Sion: 2014-2015
Lugano: 2021-2022
- Challenge League: 1

Sion: 2023-2024

### Nazionale
- Campionato d'Europa Under-17: 1

2002